# Madre patria

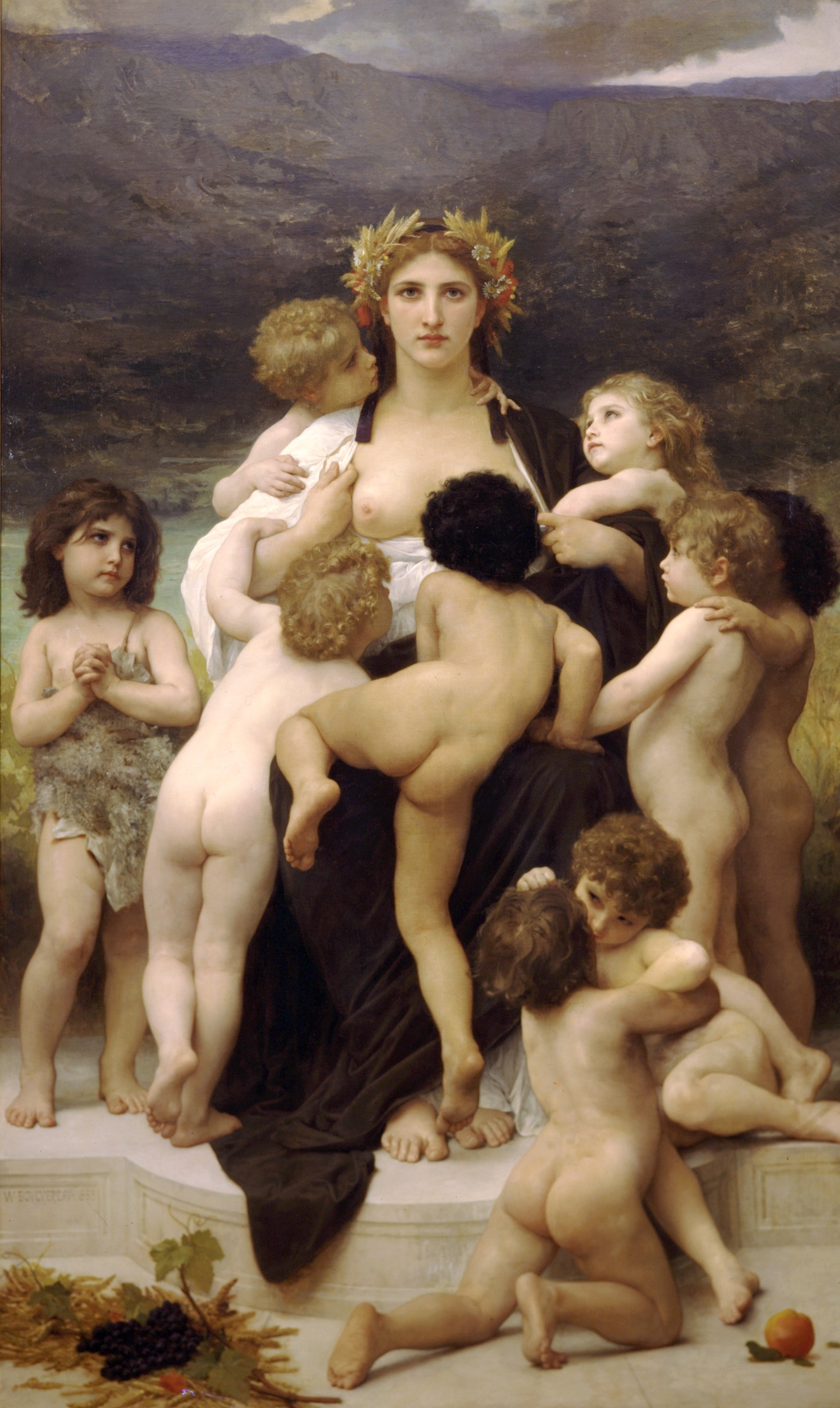
"La madre patria" por William-Adolphe Bouguereau

El término madre patria se emplea para designar una nación «madre» con la cual un grupo de individuos está relacionado, sea dicha nación su lugar de nacimiento o el origen étnico de un grupo inmigrante.
Por otra parte, puede emplearse para señalar la relación histórica, política y cultural que existe entre colonias o excolonias y las naciones que las han colonizado (metrópoli colonial). En este sentido, algunos casos son el de Hispanoamérica, incluido también las Filipinas, Guam, Guinea Ecuatorial, Marianas del Norte, Sahara Occidental y unas partes de los Estados Unidos en relación con España; como también el de Brasil y otros países lusófonos como Angola, Cabo Verde, Guinea Bissau, la región especial de Macao, Mozambique, Santo Tomé y Príncipe y Timor Oriental en relación con Portugal; el de excolonias inglesas como el este de Estados Unidos y los países miembros de la Commonwealth con respecto al Reino Unido; las excolonias francesas como Haití, parte de Canadá y otros países miembros de la Francofonía en Asia, África y Oceanía francófona, y Europa (parte de Bélgica, Luxemburgo, Mónaco y parte de Suiza) en relación con Francia; las excolonias neerlandesas de 1756 como Surinam o Indonesia en relación con los Países Bajos o las excolonias belgas como Burundi, la República Democrática del Congo y Ruanda en relación con Bélgica. 
En tiempos actuales, su uso se encuentra mayormente circunscrito a los campos de la historia, la sociología y las ciencias políticas.

## En Hispanoamérica

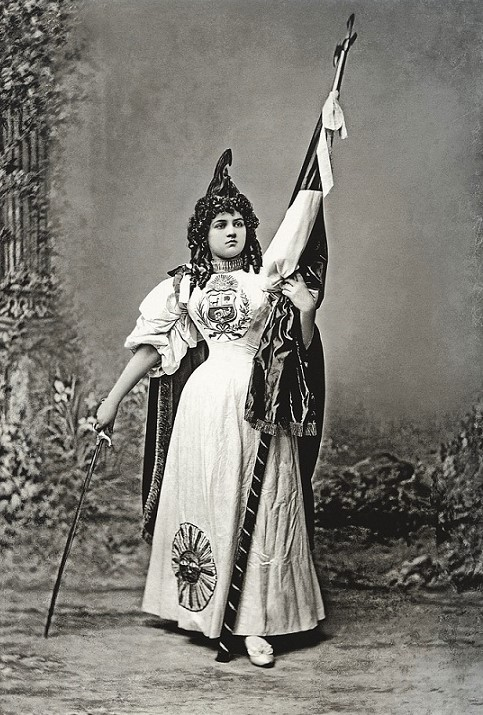
La Patria peruana, foto de Eugenio Courret (1915)

La expresión "madre patria", en idioma español, en Hispanoamérica se refiere algunas veces a España. En el período que abarca desde la llegada de los españoles a América y las primeras etapas del colonialismo, el término «madre patria» era cultura española de la península ibérica. A pesar de la independencia de los pueblos en América hace unos dos siglos, el término sigue siendo utilizado para referirse a España.

## Las comunidades sefardíes
También algunas comunidades sefardíes, residentes por los Balcanes, Norte de África y Oriente próximo, consideran algunas veces como "madre patria" a España, conocido por aquellos tiempos como Sefarad a la península ibérica, momento en que vivieron allí los judíos y luego ser expulsados en 1492 por los Reyes Católicos durante la Santa Inquisición. Según los distintos puntos de criterios con respecto a las comunidades sefardíes, "madre patria" consideran a Israel como la verdadera y a España como la adoptiva.